# Lista gatunków z rodzaju Bauhinia
Lista gatunków z rodzaju bauhinia – lista gatunków rodzaju roślin należącego do rodziny bobowatych (Fabaceae Lindl.). Według The Plant List w obrębie tego rodzaju znajduje się co najmniej 358 gatunków o nazwach zweryfikowanych i zaakceptowanych, podczas gdy aż 100 taksonów ma status gatunków niepewnych (niezweryfikowanych).
Lista gatunków

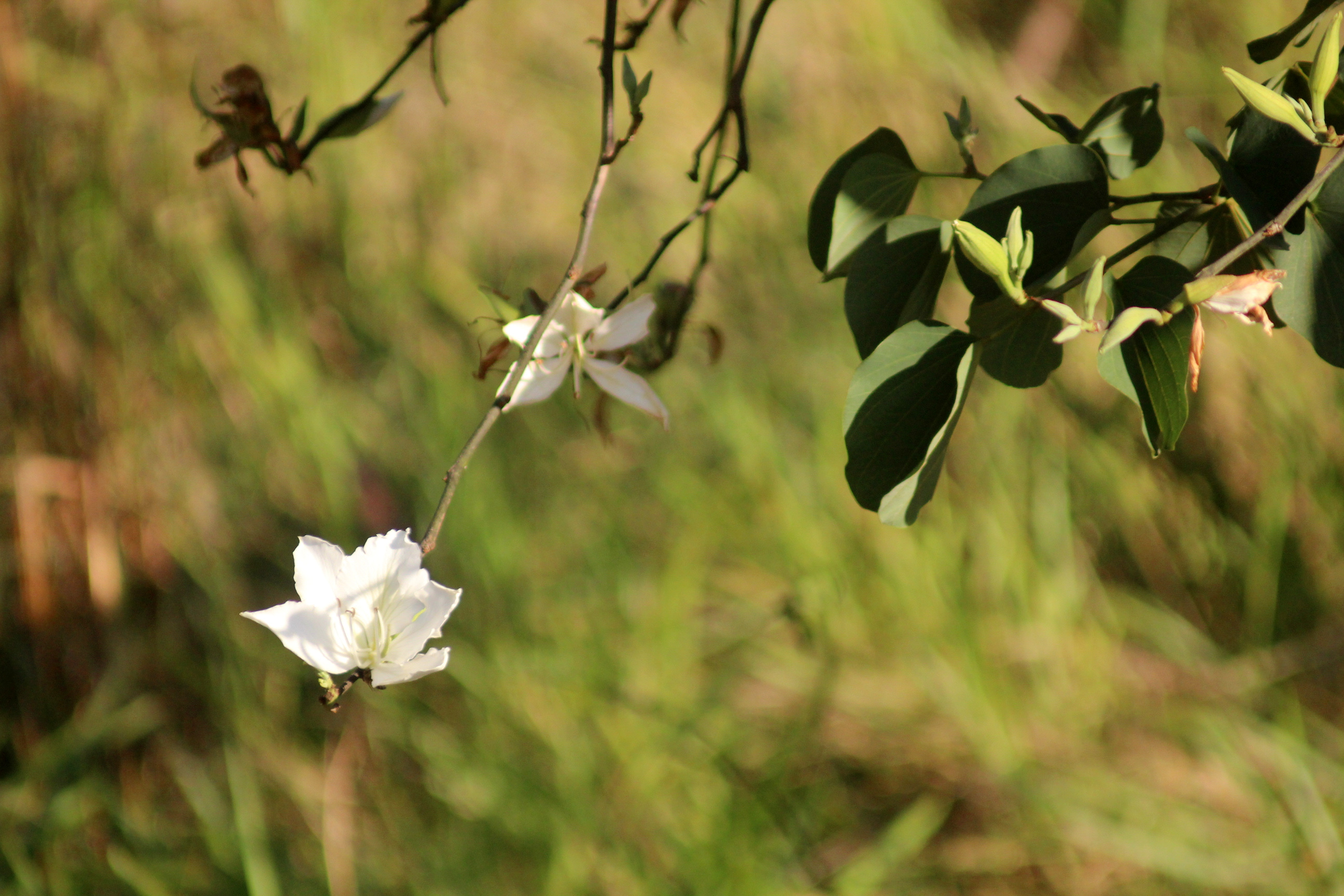
Bauhinia aculeata

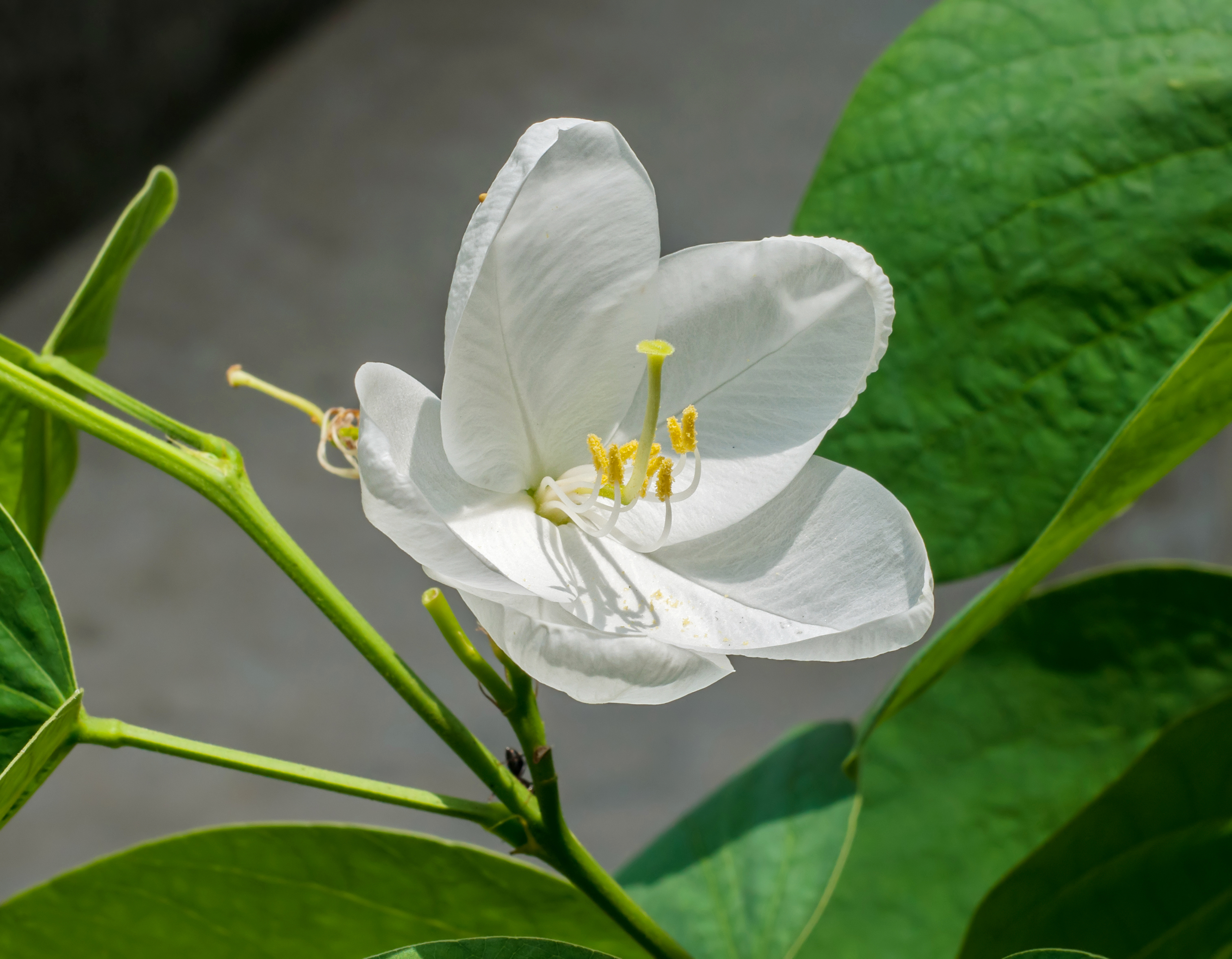
Bauhinia acuminata

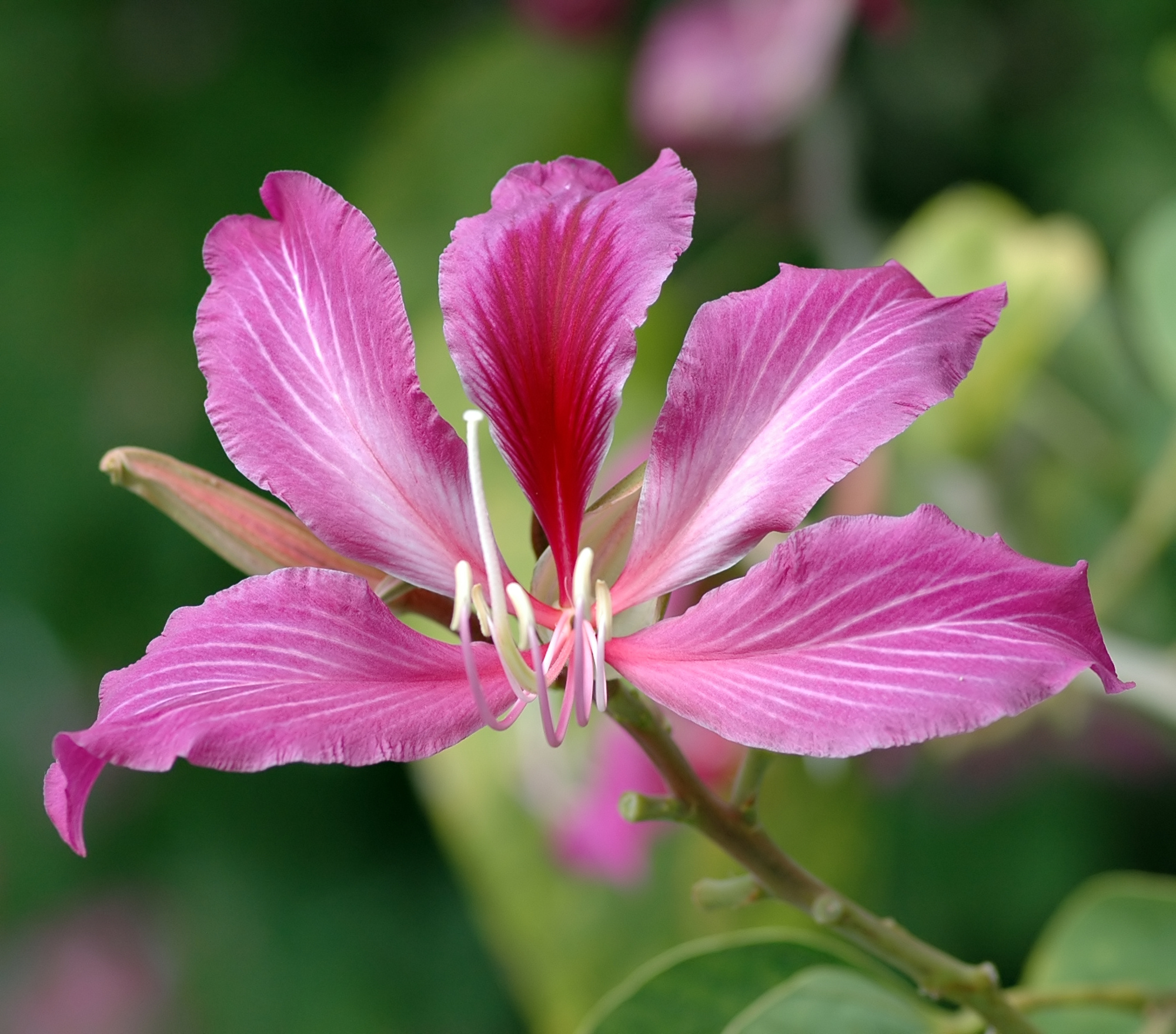
Bauhinia blakeana

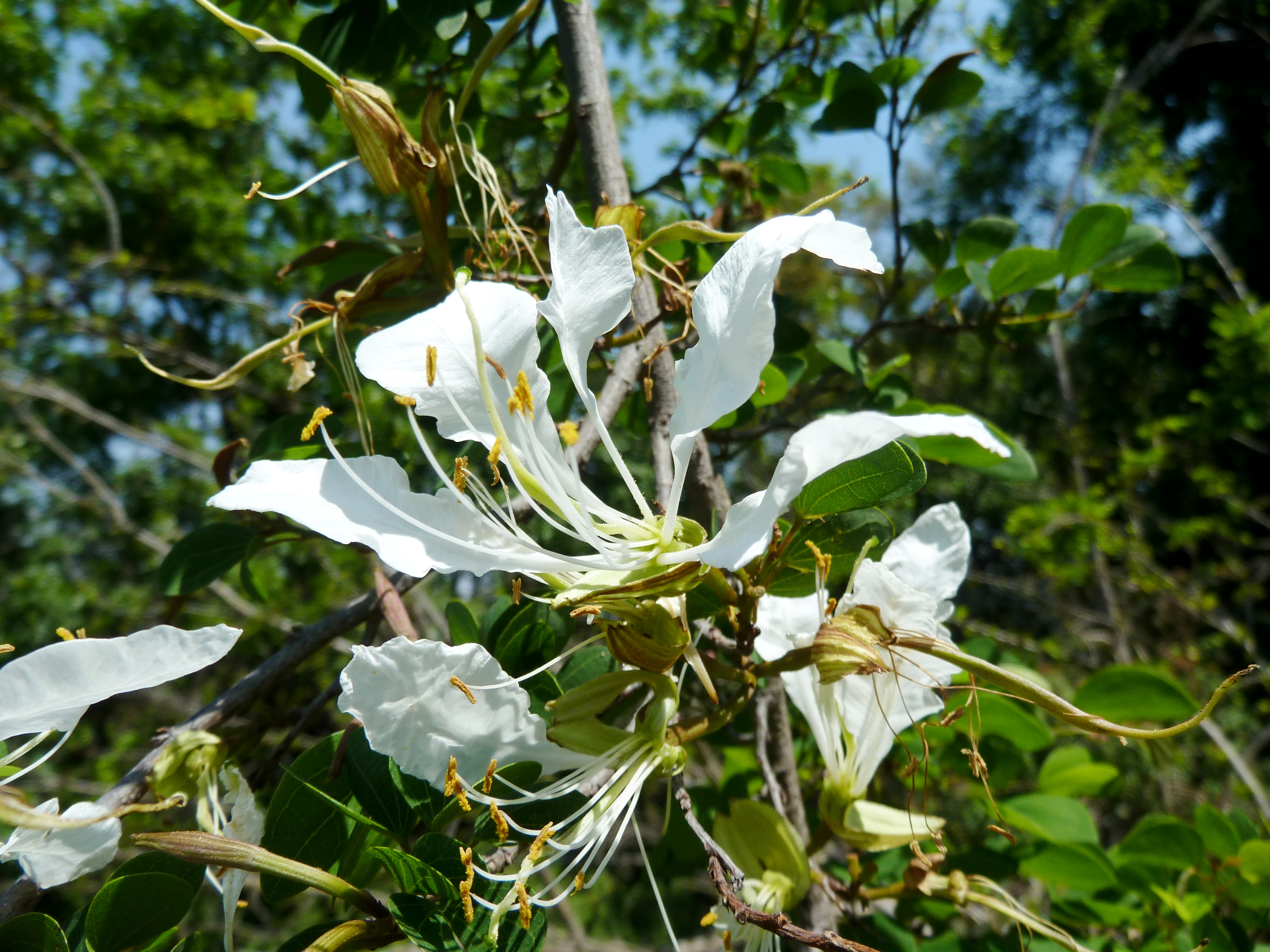
Bauhinia bowkeri

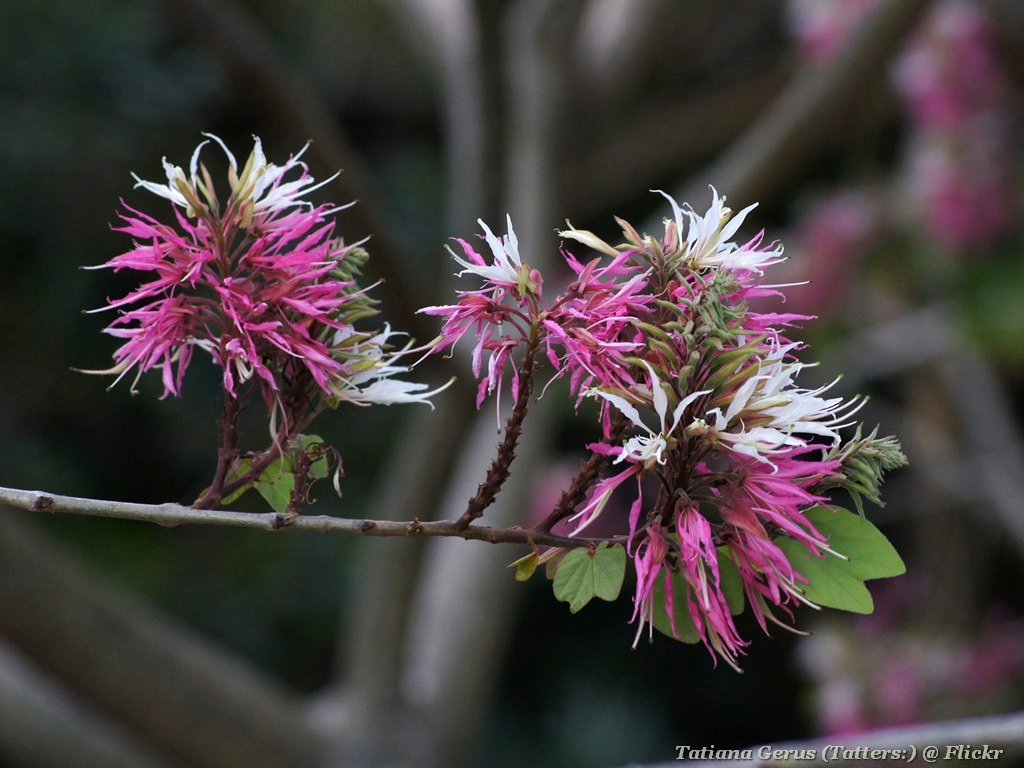
Bauhinia divaricata

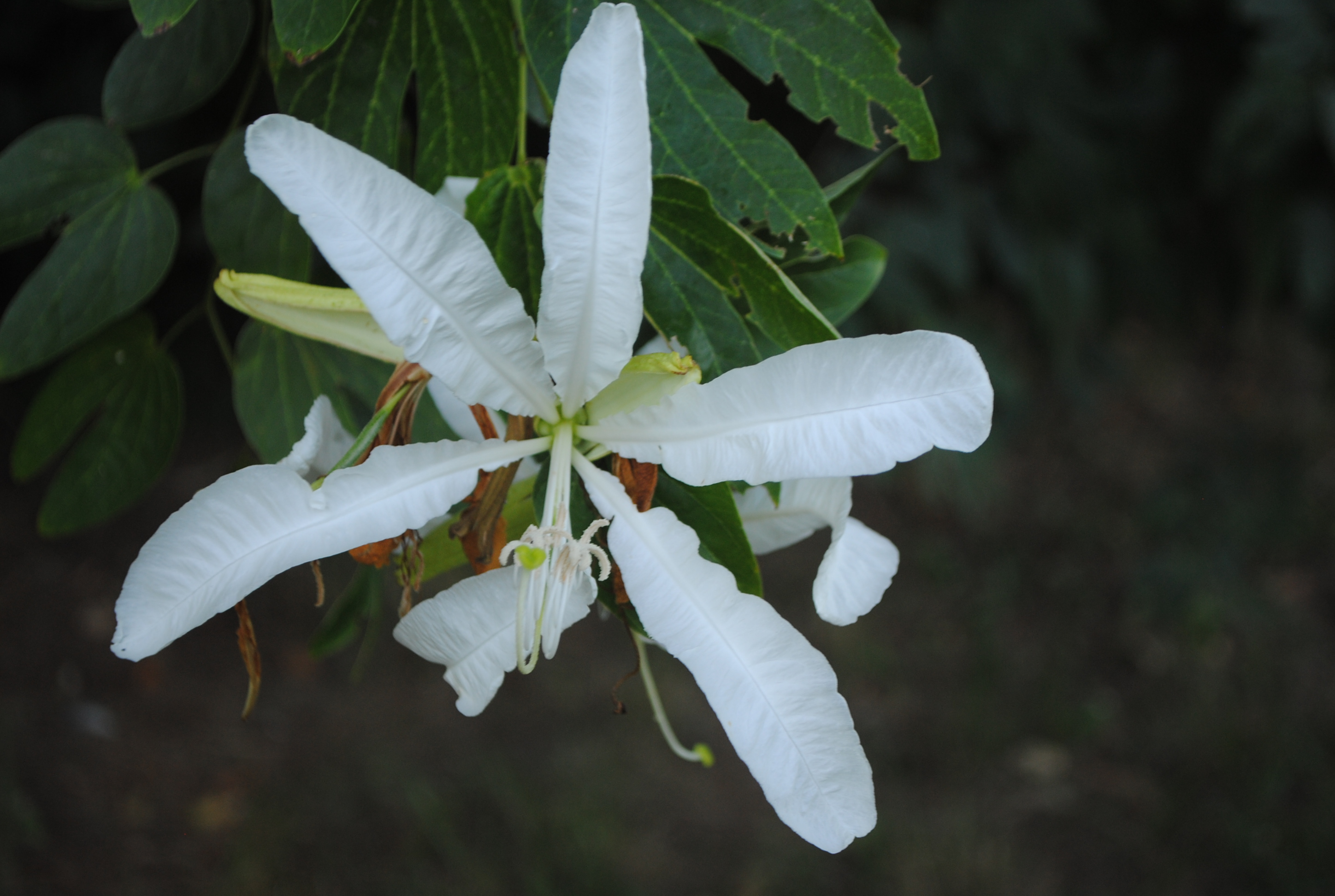
Bauhinia forficata

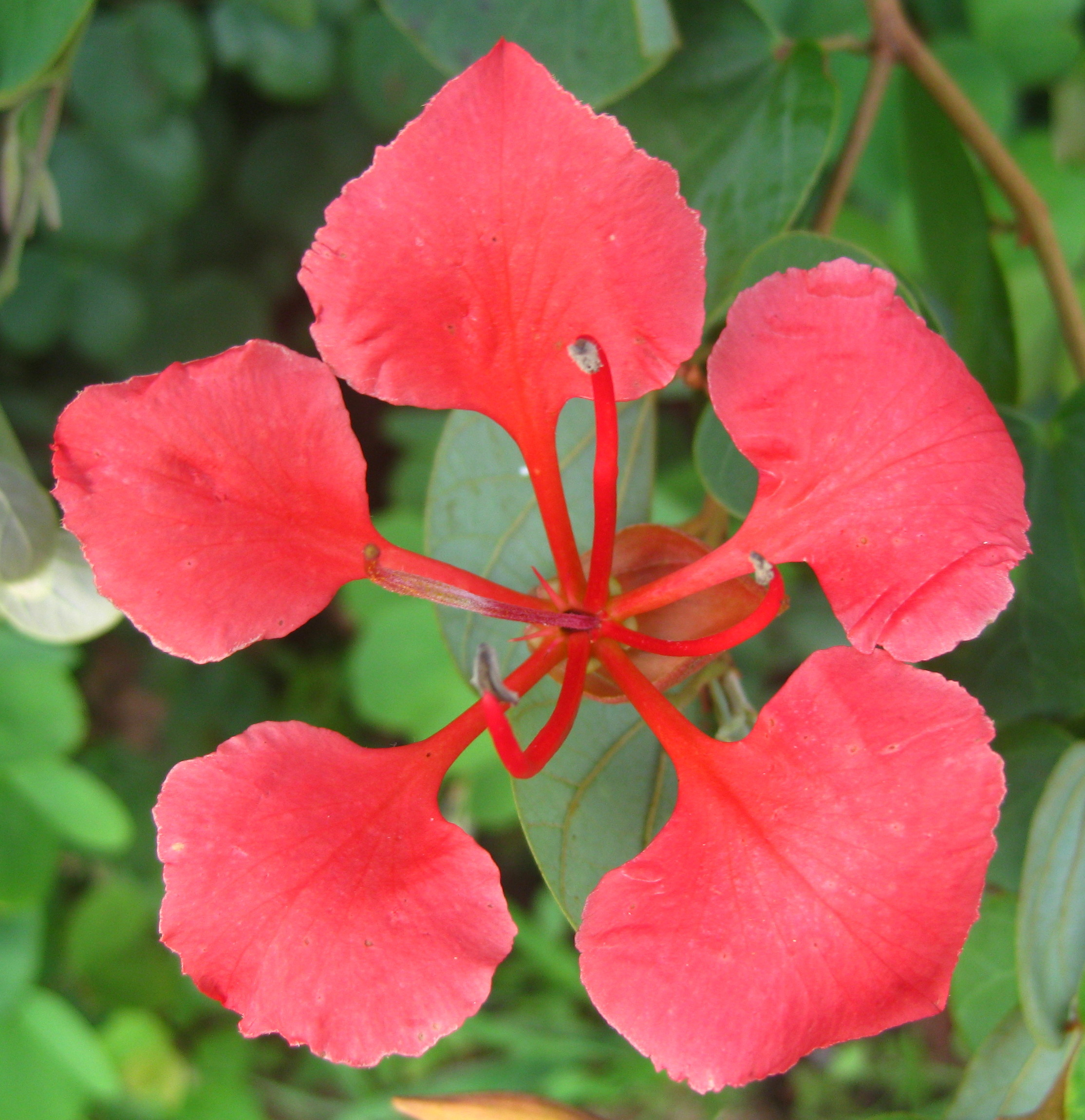
Bauhinia galpinii

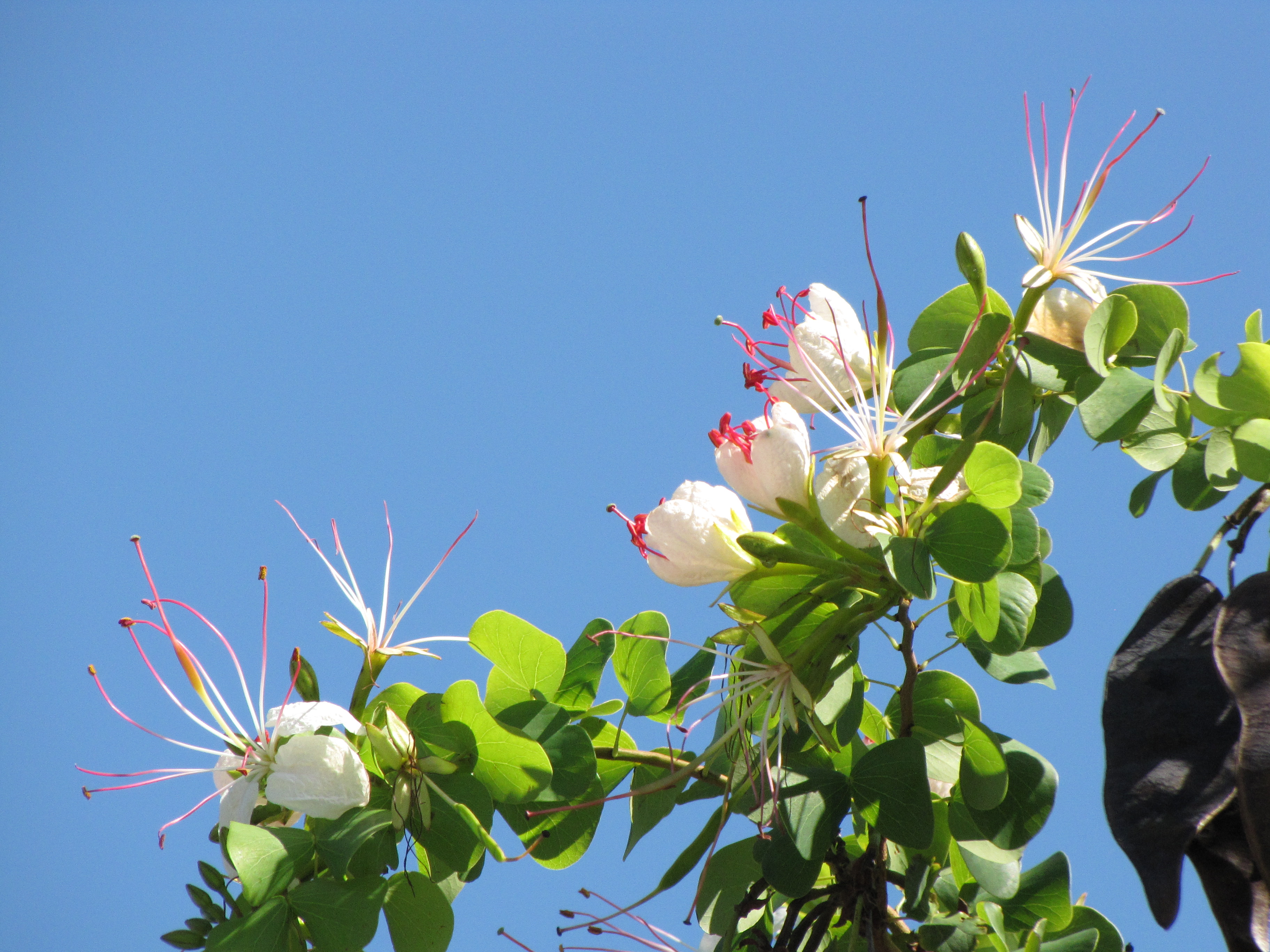
Bauhinia hookeri

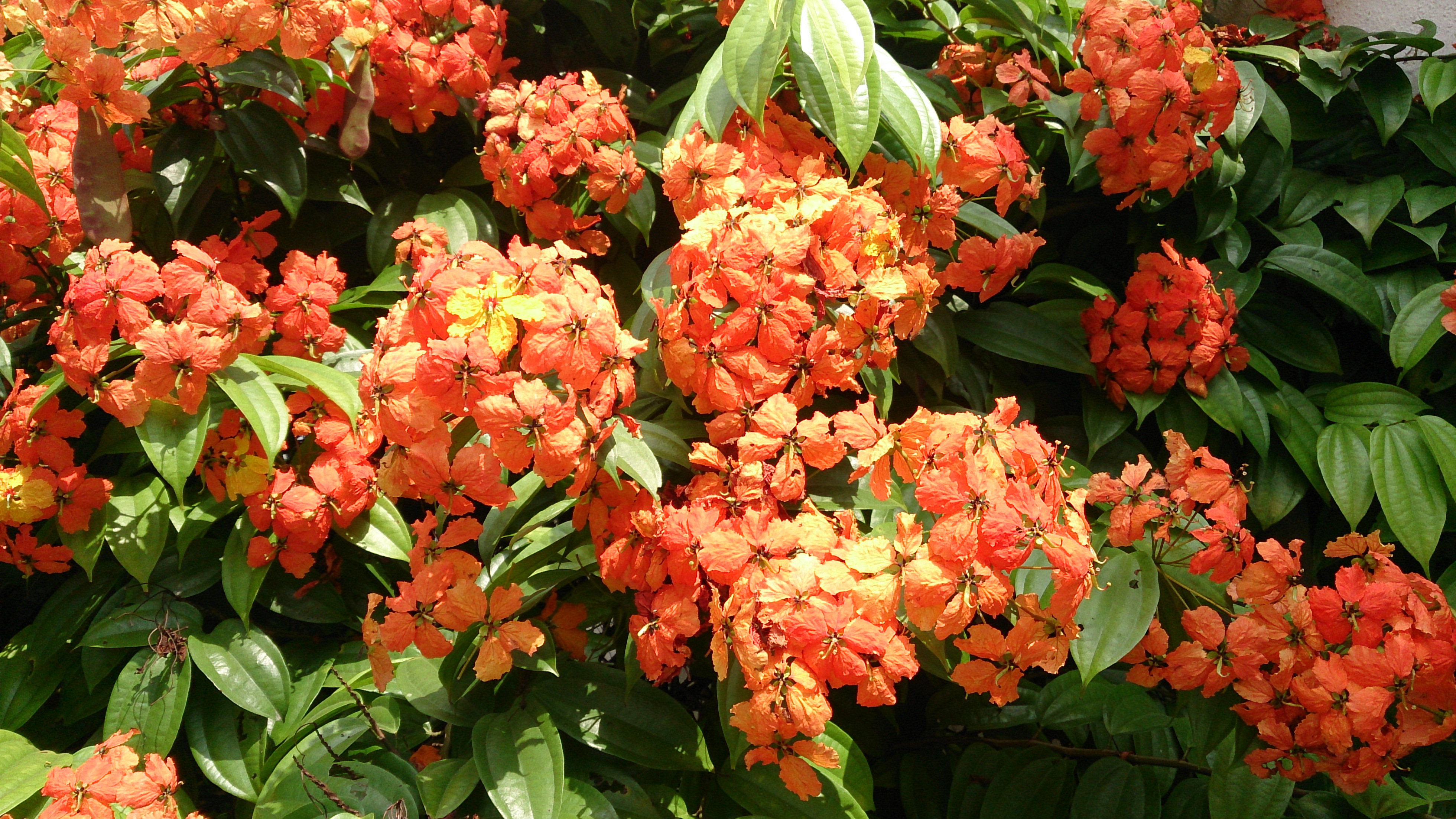
Bauhinia kockiana

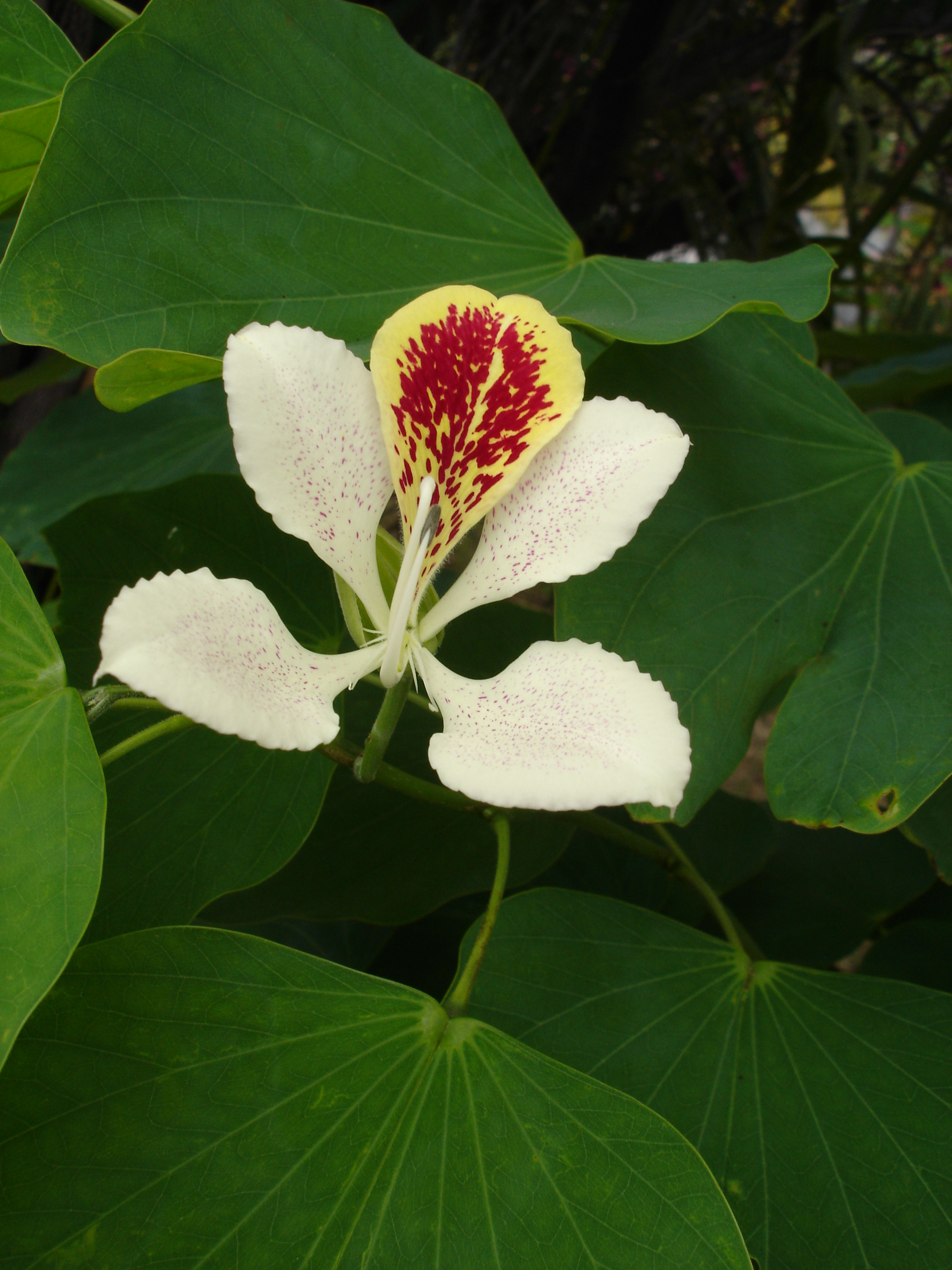
Bauhinia monandra

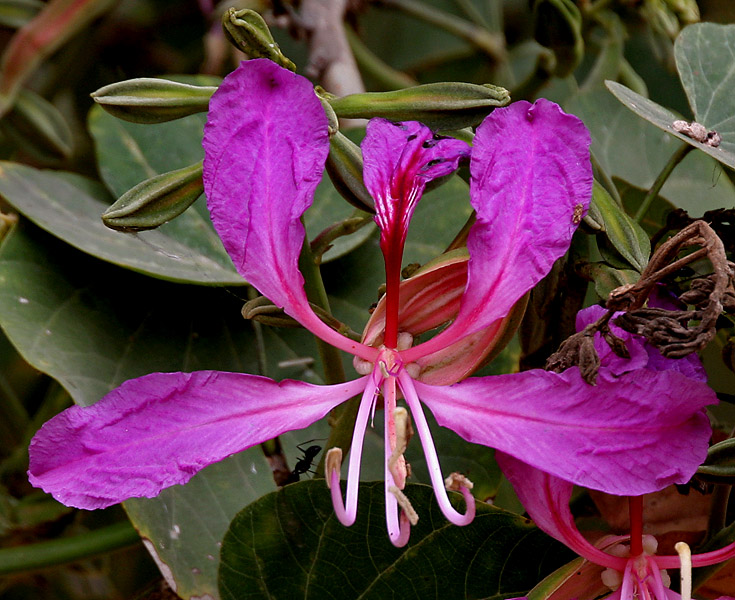
Bauhinia purpurea

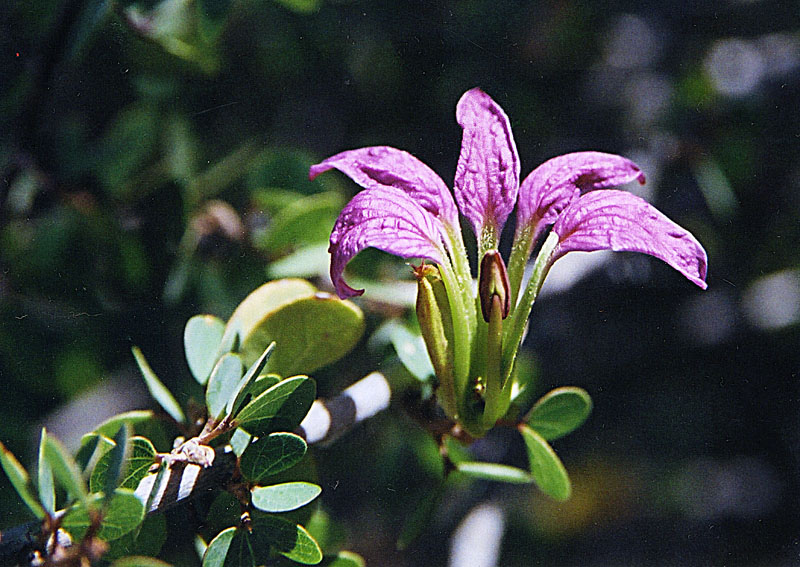
Bauhinia ramosissima

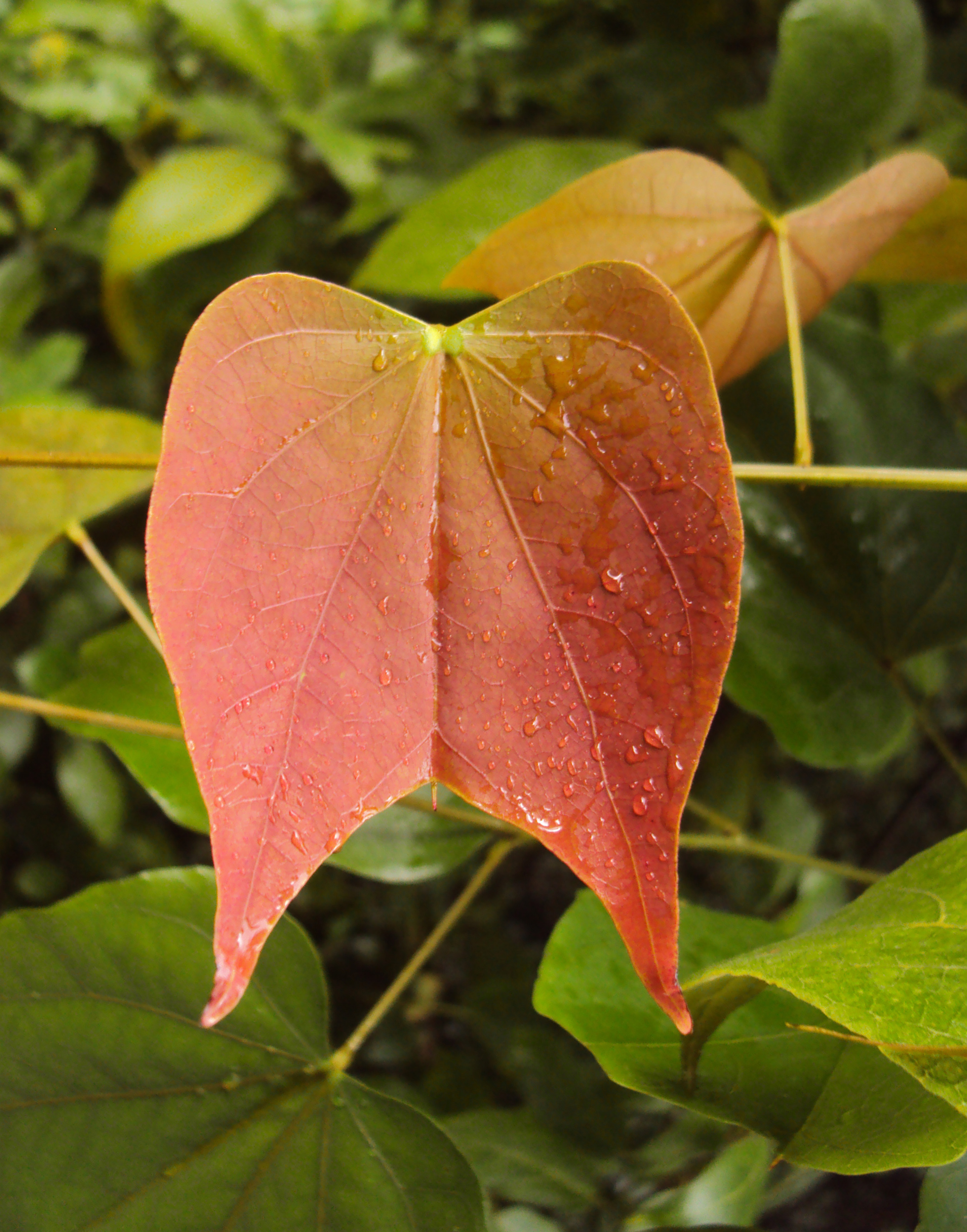
Bauhinia scandens

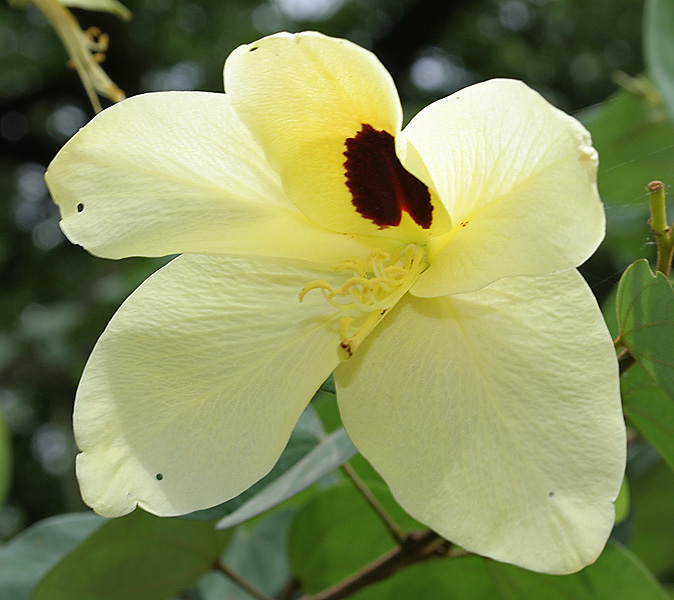
Bauhinia tomentosa

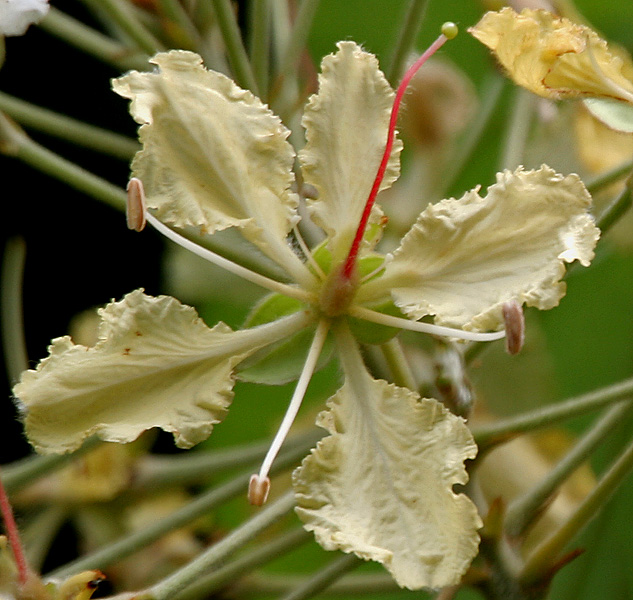
Bauhinia vahlii

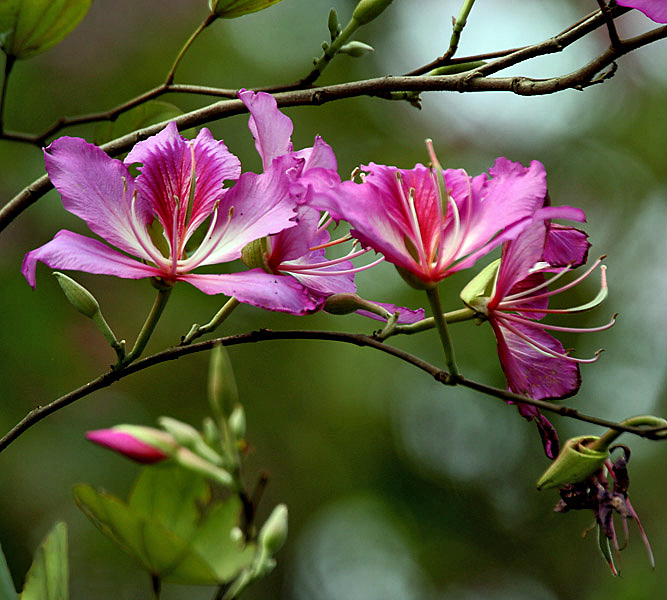
Bauhinia variegata

- Bauhinia accrescens Killip & J.F.Macbr.
- Bauhinia acreana Harms
- Bauhinia aculeata L.
- Bauhinia acuminata L.
- Bauhinia acuruana Moric.
- Bauhinia aherniana Perkins
- Bauhinia alata Ducke
- Bauhinia altiscandens Ducke
- Bauhinia amambayensis Fortunato
- Bauhinia ampla Span.
- Bauhinia anamesa J.F.Macbr.
- Bauhinia anatomica Link
- Bauhinia andersonii K.Larsen & S.S.Larsen
- Bauhinia andrieuxii Hemsl.
- Bauhinia angulicaulis Harms
- Bauhinia angulosa Vogel
- Bauhinia ankarafantsikae Du Puy & R.Rabev.
- Bauhinia anomala Hassl.
- Bauhinia apertilobata Merr. & F.P.Metcalf
- Bauhinia arborea Wunderlin
- Bauhinia argentinensis Burkart
- Bauhinia armata Otto
- Bauhinia aromatica Ducke
- Bauhinia augustii Harms
- Bauhinia aurantiaca Bojer
- Bauhinia aurea H.Lev.
- Bauhinia aureifolia K.Larsen & S.S.Larsen
- Bauhinia aureopunctata Ducke
- Bauhinia baina J.F.Macbr.
- Bauhinia bartlettii B.L. Turner
- Bauhinia bassacensis Gagnep.
- Bauhinia bauhinioides (Mart.) J.F.Macbr.
- Bauhinia beguinotii Cufod.
- Bauhinia bicolor D.Dietr.
- Bauhinia bidentata Jack
- Bauhinia binata Blanco
- Bauhinia blakeana Dunn
- Bauhinia bohniana L.Chen
- Bauhinia bombaciflora Ducke
- Bauhinia bowkeri Harv.
- Bauhinia brachycalyx Ducke
- Bauhinia brachycarpa Benth.
- Bauhinia bracteata (Benth.) Baker
- Bauhinia brasiliensis Vogel
- Bauhinia brevicalyx Du Puy & R.Rabev.
- Bauhinia brevipedicellata Jarvie
- Bauhinia brevipes Vogel
- Bauhinia burbidgei Stapf
- Bauhinia burchellii Benth.
- Bauhinia buscalionii Mattei
- Bauhinia calciphila D.X. Zhang & T.C. Chen
- Bauhinia calliandroides Rusby
- Bauhinia caloneura Malme
- Bauhinia calycina Gagnep.
- Bauhinia campanulata S.S.Larsen
- Bauhinia campestris Malme
- Bauhinia candelabriformis Cowan
- Bauhinia capuronii Du Puy & R.Rabev.
- Bauhinia carcinophylla Merr.
- Bauhinia cardinalis Gagnep.
- Bauhinia carronii F.Muell.
- Bauhinia carvalhoi Vaz
- Bauhinia cataholo Hoehne
- Bauhinia catingae Harms
- Bauhinia cercidifolia D.X. Zhang
- Bauhinia chalcophylla L.Chen
- Bauhinia chalkos Cowan
- Bauhinia championii (Benth.) Benth.
- Bauhinia chapadensis Malme
- Bauhinia chapulhuacania Wunderlin
- Bauhinia cheilantha (Bong.) Steud.
- Bauhinia cinnamomea DC.
- Bauhinia claviflora L.Chen
- Bauhinia clemensiorum Merr.
- Bauhinia coccinea (Lour.) DC.
- Bauhinia coclensis R. Torres
- Bauhinia comosa Craib
- Bauhinia concinna Drake
- Bauhinia concreta Craib
- Bauhinia confertiflora Benth.
- Bauhinia conwayi Rusby
- Bauhinia cookii Britton & Rose
- Bauhinia corniculata Benth.
- Bauhinia coronata Benth.
- Bauhinia corymbosa Roxb.
- Bauhinia coulteri J.F.Macbr.
- Bauhinia crudiantha (de Wit) Cusset
- Bauhinia cunninghamii (Benth.) Benth.
- Bauhinia cuprea Ridl.
- Bauhinia cupreonitens Ducke
- Bauhinia cupulata Benth.
- Bauhinia curtisii Prain
- Bauhinia curvula Benth.
- Bauhinia cuyabensis Steud.
- Bauhinia damiaoshanensis T.Chen
- Bauhinia decandra Du Puy & R.Rabev.
- Bauhinia decumbens Henderson
- Bauhinia delavayi Franch.
- Bauhinia deserti (Britton & Rose) Lundell
- Bauhinia dewitii K.Larsen & S.S.Larsen
- Bauhinia didyma L.Chen
- Bauhinia dimorphophylla Hoehne
- Bauhinia dioscoreifolia L.Chen
- Bauhinia dipetala Hemsl.
- Bauhinia diphylla Buch.-Ham.
- Bauhinia divaricata L.
- Bauhinia divergens Baker
- Bauhinia dolichocalyx Merr.
- Bauhinia dubia Vogel
- Bauhinia dumosa Benth.
- Bauhinia eilertsii Pulle
- Bauhinia ellenbeckii Harms
- Bauhinia elmeri Merr.
- Bauhinia elongipes R.S. Cowan
- Bauhinia endertii K.Larsen & S.S.Larsen
- Bauhinia erythrantha Ducke
- Bauhinia erythrocalyx Wunderlin
- Bauhinia erythropoda Hayata
- Bauhinia esquirolii Gagnep.
- Bauhinia estrellensis Hassl.
- Bauhinia excelsa (Miq.) Prain
- Bauhinia excurrens Stapf
- Bauhinia exellii Torre & Hillc.
- Bauhinia fabrilis (de Wit) K. & S.S.Larsen
- Bauhinia farek Desv.
- Bauhinia ferruginea Roxb.
- Bauhinia finlaysoniana (Benth.) Baker
- Bauhinia flagelliflora Wunderlin
- Bauhinia flava (de Wit) Cusset
- Bauhinia flexuosa Moric.
- Bauhinia floribunda Desv.
- Bauhinia foraminifer Gagnep.
- Bauhinia forficata Link – bauhinia nożyczkowata[2]
- Bauhinia foveolata Dalzell
- Bauhinia franckii K.Larsen & S.S.Larsen
- Bauhinia fryxellii Wunderlin
- Bauhinia fulva Korth.
- Bauhinia fusconervis D.Dietr.
- Bauhinia galpinii N.E.Br. – bauhinia Galpina[2]
- Bauhinia gardneri Benth.
- Bauhinia geminata Vogel
- Bauhinia gilesii F.Muell. & Bailey
- Bauhinia gilva (Bailey) Govaerts
- Bauhinia glabra Jacq.
- Bauhinia glabrifolia (Benth.) Baker
- Bauhinia glabristipes (de Wit) Cusset
- Bauhinia glauca (Benth.) Benth.
- Bauhinia glaziovii Taub.
- Bauhinia godefroyi Gagnep.
- Bauhinia goyazensis Harms
- Bauhinia gracillima (de Wit) Cusset
- Bauhinia grandidieri Baill.
- Bauhinia grandifolia D.Dietr.
- Bauhinia grazielae Vaz
- Bauhinia grevei Drake
- Bauhinia guentheri Harms
- Bauhinia guianensis Aubl.
- Bauhinia gypsicola McVaugh
- Bauhinia hagenbeckii Harms
- Bauhinia hainanensis Merr. & Chun
- Bauhinia harmsiana Hosseus
- Bauhinia haughtii Wunderlin
- Bauhinia havilandii Merr.
- Bauhinia hendersonii (de Wit) Cusset
- Bauhinia herrerae (Britton & Rose) Standl. & Stey
- Bauhinia hiemalis Malme
- Bauhinia hildebrandtii Vatke
- Bauhinia hirsuta Weinm.
- Bauhinia hirsutiflora Vaz
- Bauhinia hirsutissima Wunderlin
- Bauhinia hirta Steud.
- Bauhinia hookeri F.Muell.
- Bauhinia huberi Ducke
- Bauhinia humilis Rusby
- Bauhinia hymenaeifolia Hemsl.
- Bauhinia hypochrysa T.Chen
- Bauhinia hypoglauca T.Chen
- Bauhinia integerrima Benth.
- Bauhinia integrifolia Roxb.
- Bauhinia involucellata Kurz
- Bauhinia involucrans Gagnep.
- Bauhinia japonica Maxim.
- Bauhinia jenningsii P.Wilson
- Bauhinia jucunda Brandegee
- Bauhinia kalantha Harms
- Bauhinia khasiana Baker
- Bauhinia kingii Prain
- Bauhinia kleiniana Burkart
- Bauhinia klugii Standl.
- Bauhinia kockiana Korth.
- Bauhinia kostermansii K.Larsen & S.S.Larsen
- Bauhinia kunthiana Vogel
- Bauhinia kurzii Prain
- Bauhinia lakhonensis Gagnep.
- Bauhinia lambiana Baker f.
- Bauhinia lamprophylla Harms
- Bauhinia leiopetala Benth.
- Bauhinia leptantha Malme
- Bauhinia leucantha Thulin
- Bauhinia lingua DC.
- Bauhinia lingyuenensis T.Chen
- Bauhinia loeseneriana Harms
- Bauhinia longicuspis Benth.
- Bauhinia longifolia (Bong.) Steud.
- Bauhinia longipedicellata Ducke
- Bauhinia longiseta Ducke
- Bauhinia longistipes T.Chen
- Bauhinia lorantha Gagnep.
- Bauhinia lucida (Miq.) Prain
- Bauhinia lunarioides A. Gray ex S. Watson
- Bauhinia lyrata Raizada
- Bauhinia macranthera Hemsl.
- Bauhinia macrophylla Poir.
- Bauhinia madagascariensis Desv.
- Bauhinia malabarica Roxb.
- Bauhinia malacotricha Harms
- Bauhinia malacotrichoides Cowan
- Bauhinia marginata D.Dietr.
- Bauhinia martinensis J.F.Macbr.
- Bauhinia maximilianii Benth.
- Bauhinia meeboldii Craib
- Bauhinia melastomatoidea R. Torres
- Bauhinia membranacea Benth.
- Bauhinia mendoncae Torre & Hillc.
- Bauhinia menispermacea Gagnep.
- Bauhinia merrilliana Perkins
- Bauhinia microstachya (Raddi) J.F.Macbr.
- Bauhinia miriamae R. Torres
- Bauhinia mollis (Bong.) D.Dietr.
- Bauhinia mombassae Vatke
- Bauhinia monandra Kurz
- Bauhinia morondavensis Du Puy & R.Rabev.
- Bauhinia multinervia (Kunth) DC.
- Bauhinia natalensis Hook.
- Bauhinia nervosa (Benth.) Baker
- Bauhinia nitida Benth.
- Bauhinia obtusata Vogel
- Bauhinia ombrophila Du Puy & R.Rabev.
- Bauhinia ornata Kurz
- Bauhinia ovata Vogel
- Bauhinia ovatifolia T.Chen
- Bauhinia oxysepala Gagnep.
- Bauhinia pachyphylla Merr.
- Bauhinia pansamalana Donn.Sm.
- Bauhinia pauciflora Merr.
- Bauhinia paucinervata T.Chen
- Bauhinia pauletia Pers.
- Bauhinia penicilliloba Gagnep.
- Bauhinia pentandra (Bong.) Steud.
- Bauhinia pervilleana Baill.
- Bauhinia pes-caprae Cav.
- Bauhinia petersiana Bolle
- Bauhinia petiolata (DC.) Hook.
- Bauhinia phoenicea Wight & Arn.
- Bauhinia pichinchensis Wunderlin
- Bauhinia picta (Kunth) DC.
- Bauhinia pinheiroi Wunderlin
- Bauhinia platycalyx Benth.
- Bauhinia platypetala Benth.
- Bauhinia platyphylla Benth.
- Bauhinia podopetala Baker
- Bauhinia poiteauana Vogel
- Bauhinia porphyrotricha Harms
- Bauhinia posthumi (de Wit) Cusset[a]
- Bauhinia pottingeri Prain
- Bauhinia pottsii G.Don
- Bauhinia praesignis Ridl.
- Bauhinia prainiana Craib
- Bauhinia pringlei S.Watson
- Bauhinia pterocalyx Ducke
- Bauhinia pulchella Benth.
- Bauhinia pulla Craib
- Bauhinia purpurea L. – bauhinia purpurowa[2]
- Bauhinia pyrrhoclada Drake
- Bauhinia pyrrhoneura Korth.
- Bauhinia quinanensis T.Chen
- Bauhinia racemosa Lam.
- Bauhinia radiata Vell.
- Bauhinia rahmatii Merr.
- Bauhinia ramirezii Reynoso
- Bauhinia ramosissima Hemsl.
- Bauhinia reflexa Schery
- Bauhinia reticulata DC.
- Bauhinia rhodacantha Desv.
- Bauhinia richardiana DC.
- Bauhinia ridleyi Prain
- Bauhinia riedeliana Bong.
- Bauhinia roxburghiana Voigt
- Bauhinia rubeleruziana Donn.Sm.
- Bauhinia rubro-villosa K.Larsen & S.S.Larsen
- Bauhinia rufa (Bong.) Steud.
- Bauhinia rufescens Lam.
- Bauhinia rusbyi Britton
- Bauhinia rutenbergiana Vatke
- Bauhinia rutilans Benth.
- Bauhinia saccocalyx Pierre
- Bauhinia saigonensis Gagnep.
- Bauhinia scala-simiae Sandwith
- Bauhinia scandens L.
- Bauhinia seleriana Harms
- Bauhinia semibifida Roxb.
- Bauhinia seminarioi Eggers
- Bauhinia semla Wunderlin
- Bauhinia sessilifolia (DC.) Quinones
- Bauhinia similis Craib
- Bauhinia siqueiraei Ducke
- Bauhinia smilacifolia Benth.
- Bauhinia smilacina (Schott) Steud.
- Bauhinia somalensis Pic.Serm. & Roti Mich.
- Bauhinia sprucei Benth.
- Bauhinia steenisii K.Larsen & S.S.Larsen
- Bauhinia stenantha Diels
- Bauhinia stenocardia Standl.
- Bauhinia stenoloba (Britton & Killip) Wunderlin
- Bauhinia stenopetala Ducke
- Bauhinia stipularis Korth.
- Bauhinia strychnifolia Craib
- Bauhinia strychnoidea Prain
- Bauhinia subclavata Benth.
- Bauhinia subrotundifolia Cav.
- Bauhinia surinamensis Amshoff
- Bauhinia sylvani (de Wit) Cusset[b]
- Bauhinia syringifolia (F. Muell.) Wunderlin
- Bauhinia taitensis Taub.
- Bauhinia tarapotensis Benth.
- Bauhinia tenella Benth.
- Bauhinia tessmannii Harms
- Bauhinia thonningii Schum.
- Bauhinia tianlinensis T.C. Chen & D.X. Zhang
- Bauhinia tomentosa L.
- Bauhinia tortuosa Collett & Hemsl.
- Bauhinia touranensis Gagnep.
- Bauhinia tubicalyx Craib
- Bauhinia tumupasensis Rusby
- Bauhinia uleana Harms
- Bauhinia ungulata L.
- Bauhinia urbaniana Schinz
- Bauhinia urocalyx Harms
- Bauhinia uruguayensis Benth.
- Bauhinia vahlii Wight & Arn.
- Bauhinia variegata L.
- Bauhinia venustula T.Chen
- Bauhinia verrucosa Vogel
- Bauhinia vespertilio S.Moore[c]
- Bauhinia vestita (Benth.) J.F.Macbr.
- Bauhinia viorna J.F.Macbr.
- Bauhinia viridescens Desv.
- Bauhinia viscidula Harms
- Bauhinia vulpina Rusby
- Bauhinia wallichii J.F.Macbr.
- Bauhinia weberbaueri Harms
- Bauhinia williamsii F.Muell.
- Bauhinia winitii Craib
- Bauhinia wrayi Prain
- Bauhinia wunderlinii R. Torres
- Bauhinia wuzhengyii S. S. Larsen
- Bauhinia xerophyta Du Puy & R.Rabev.
- Bauhinia yunnanensis Franch.